# Ardenne
Pour les articles homonymes, voir Ardennes.
L’Ardenne est une région géographique de basse et moyenne-montagne qui s'étend sur les territoires belge (wallon), français, luxembourgeois et allemand, située à l'est de la Meuse et de la Sambre et limitée au sud par les plaines de Lorraine et de Champagne. Le Massif ardennais est une ancienne chaîne de haute-montagne qui culminait à 8 000 mètres d'altitude, qui a été affectée par les plissements tectoniques calédoniens et varisques (aussi appelés plissements hercyniens). L'érosion ayant fait son travail durant plus de 300 millions d'années, le massif culmine aujourd'hui à 694 mètres au niveau du signal de Botrange. 

## Toponymie
Arduenna est le nom, probablement d’origine celtique, d’une forêt située sur et aux abords du massif de l’Ardenne (ainsi que de la déesse celte de la faune et de la forêt, Arduinna), citée par Jules César et Strabon. Certains auteurs modernes défendent la couleur noire comme signification (du celtique Ar'Den qui signifie « la sombre »). Désormais, on applique les noms Ardenne(s) et Ardennais dans les dénominations de territoires naturels ou administratifs qui se situent sur le vieux massif forestier, traversé par la Meuse. Il est parfois difficile de reconnaître les limites de ces territoires, d’autant que les nombreuses tentatives d’appropriation de ce nom entretiennent une certaine confusion.
Tous pays confondus, le terme « Ardenne » est aujourd'hui généralement employé pour désigner l'ensemble des territoires français, belges, luxembourgeois et allemands couvrant l'espace occupé par l'ancien massif ; une marque touristique du même nom, créée entre les territoires français, belges et luxembourgeois, en témoigne. Par ailleurs, l'emploi des termes « les Ardennes » ou « les Ardennes françaises » renvoie à la partie française (qui est à distinguer du département des Ardennes, découpage administratif datant de la Révolution française. L'ancien massif forestier ne couvrait que le nord du territoire de ce département). L'expression « Ardenne » peut aussi, en Belgique, être employée pour désigner la partie belge de ces territoires naturels, là où en France, on désignera ces mêmes espaces belges par les expressions « l'Ardenne belge » ou « les Ardennes belges ». Par abus de langage et par voisinage frontalier, l'expression « les Ardennes » peut parfois, si le contexte prévient de toute confusion, faire référence non pas aux Ardennes administratives françaises, mais à l'ensemble de la région franco-belge,.
L'Ardenne porte différents noms selon les différentes langues parlées sur son territoire.
Pour les langues romanes : Årdene en wallon, au singulier, Ardenes en champenois.
Pour les langues germaniques : Ardennen en luxembourgeois, allemand et néerlandais.

## Géographie

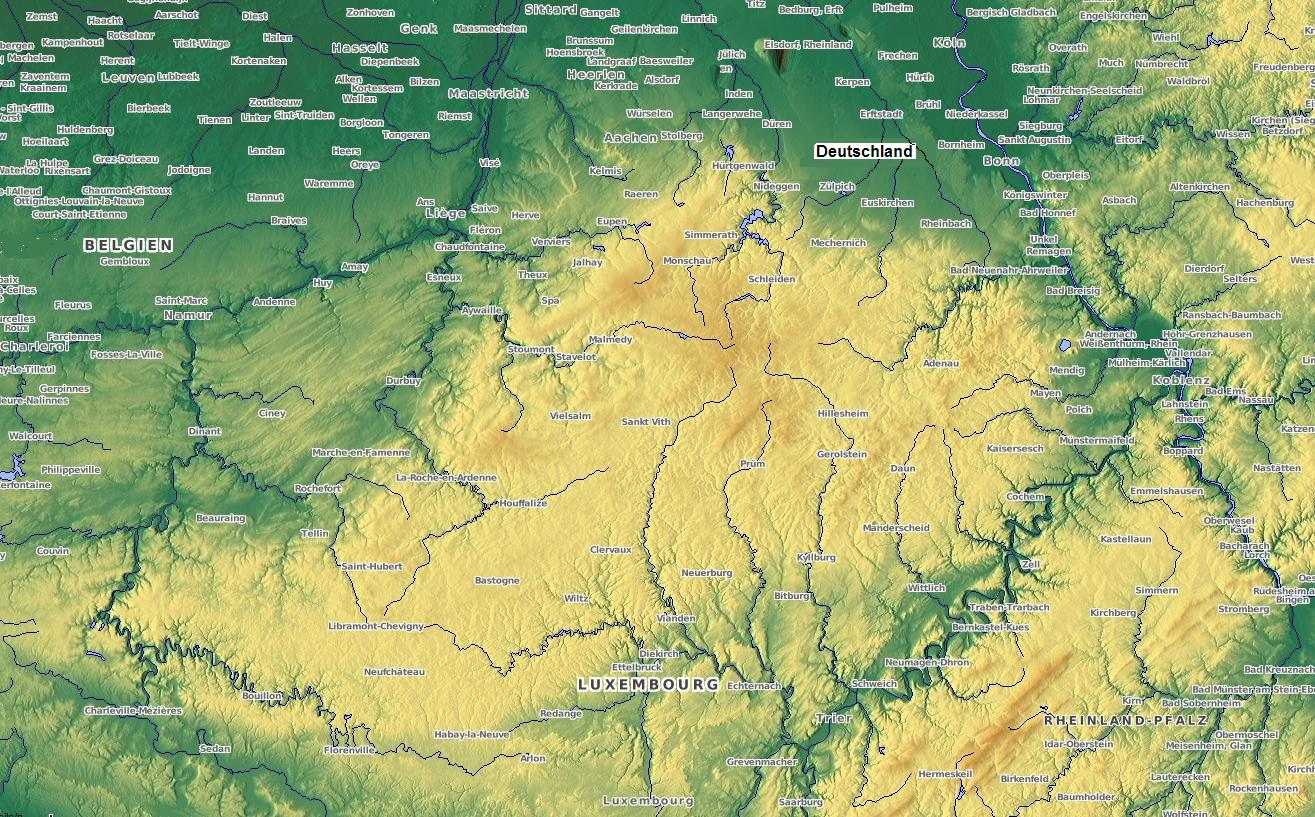
Les hautes terres transfrontalières de l'Ardenne et de l'Eifel, délimitées par la Meuse, la Semois (ou Semoy), la Moselle et le Rhin.

Du point de vue de la géographie humaine, l’Ardenne correspond au territoire forestier accidenté limité au sud par la Lorraine (y compris le Gutland, ou Bon Pays, au Luxembourg et la Gaume en Belgique) et la Champagne, à l’ouest et au nord par le sillon tracé par la Sambre et la Meuse, par la Famenne et la Hesbaye, à l’est par la région volcanique de l’Eifel qui longe les frontières belge et luxembourgeoise en gros entre Aix-la-Chapelle (Aachen) et Wasserbillig. La plus grande partie de l’Ardenne se trouve en Belgique, exclusivement en Région wallonne, où elle s’étend sur la majeure partie des provinces de Luxembourg et de Liège, une petite moitié de la province de Namur et une petite partie de la province de Hainaut. En France elle couvre le territoire du département des Ardennes et une partie du département de la Meuse. Elle couvre aussi la partie septentrionale du Luxembourg appelée l’« Oesling » (luxembourgeois : Éislek). L’Ardenne culmine à 694 mètres, au signal de Botrange dans les Hautes Fagnes de la province de Liège. La forêt ardennaise est formée de lambeaux de l’ancienne forêt charbonnière.

### Hydrographie

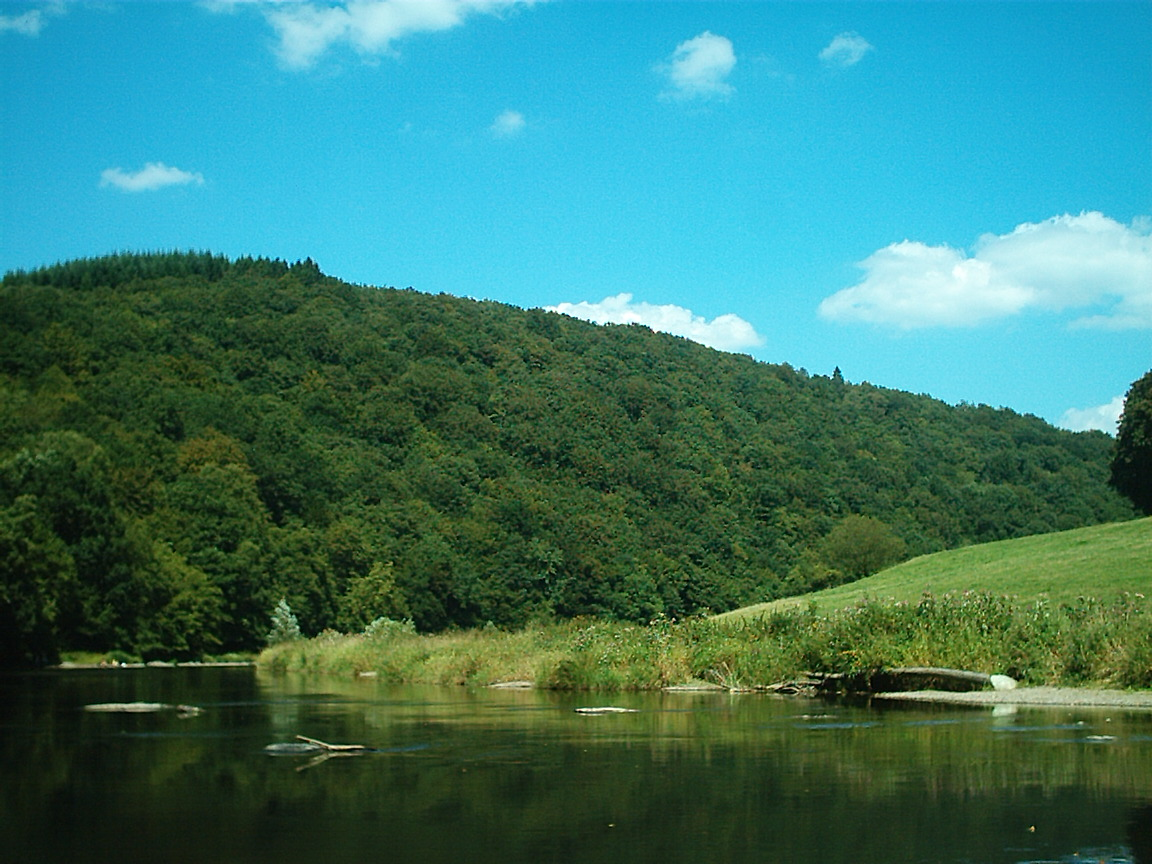
La Semois (affluent de la Meuse), près de Bouillon.

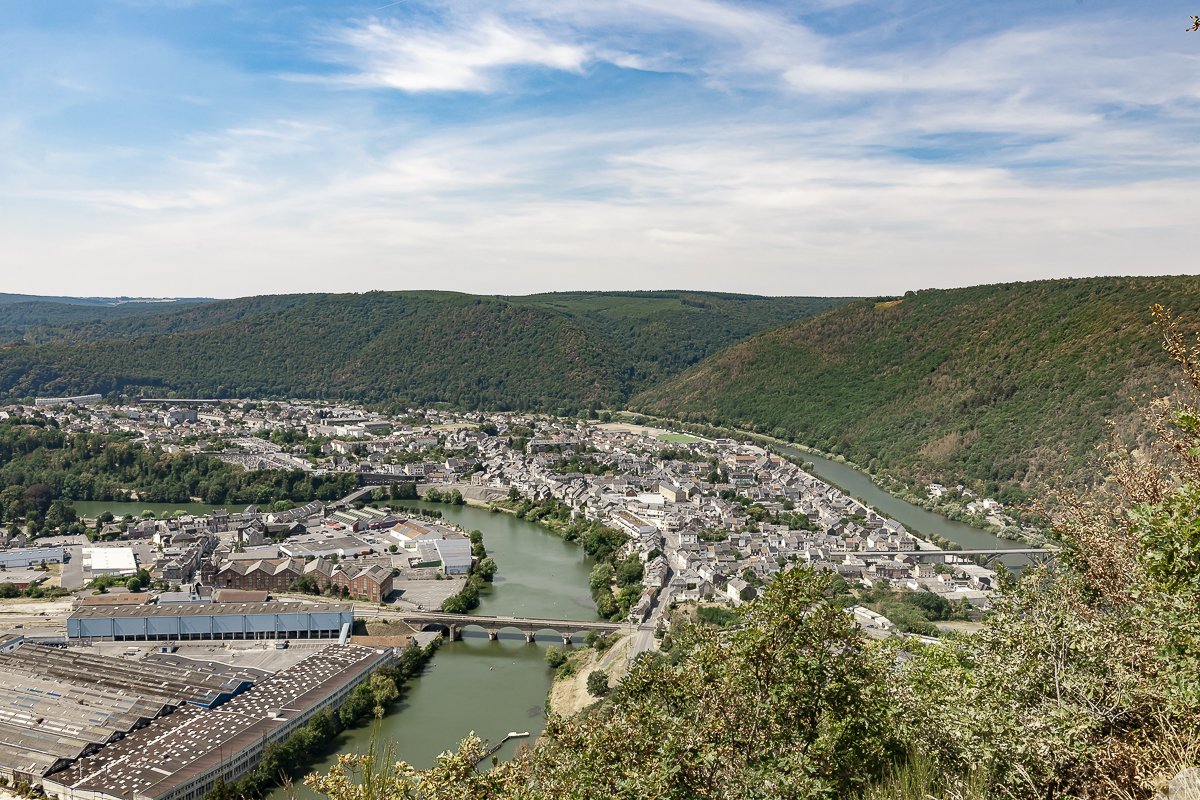
Revin est divisée en trois parties par les « boucles » de la Meuse.

L’Ardenne est un lieu où de nombreuses rivières prennent leur source, comme la Lesse, l’Ourthe, l’Amblève, la Sûre, la Salm, etc.
La région est traversée par un seul fleuve important, la Meuse, à son extrémité ouest qui est d'ailleurs le deuxième plus ancien fleuve de la planète après la Finke River située en Australie. Cependant d'autres cours d'eau importants délimitent ses frontières avec la région de l'Eifel comme la Moselle et le Rhin.

### Les plus hauts sommets
- Le signal de Botrange, 694 m, sommet des Hautes Fagnes et point culminant de la Belgique, province de Liège[4],[5]
- Le Weisser Stein, 693 m, Mürringen, province de Liège
- La Baraque Michel, 681 m, province de Liège[4]
- La Baraque de Fraiture, 651 m, sommet du plateau des Tailles, province de Luxembourg[4]
- Langlire, 598 m, Gouvy, province de Luxembourg
- Le lieu-dit Galata, 589 m, sommet du plateau de Saint-Hubert, province de Luxembourg
- Le Kneiff, 560 m, point culminant du grand-duché de Luxembourg
- Le Burrigplatz, 559 m, grand-duché de Luxembourg
- La Croix-Scaille, 504 m, où s'élève la tour du Millénaire, point culminant de l'Ardenne française à la frontière franco-belge
- Les Hauts-Buttés, 500 m, département des Ardennes
- La Barrière de Champlon, 475 m, province de Luxembourg

D'autres sommets et reliefs ne figurent pas parmi les plus élevés et sont dépassés par de nombreux sommets parfois non nommés, mais méritent néanmoins d'être mentionnés, car ils se démarquent assez nettement : le Roc-la-Tour (408 m), le Mont Malgré Tout (450 m) et le plateau de Rocroi (380 m) dans le département français des Ardennes, le Vaalserberg (323 m, à la limite du Limbourg néerlandais, de la province de Liège et de la Rhénanie ; point culminant des Pays-Bas), Le Hérou (317 m, en Luxembourg belge), le Point du Jour (272 m, en Hainaut français) et la montagne Saint-Pierre (120 m, à la limite du Limbourg néerlandais, du Limbourg belge et de la province de Liège).

### Climat

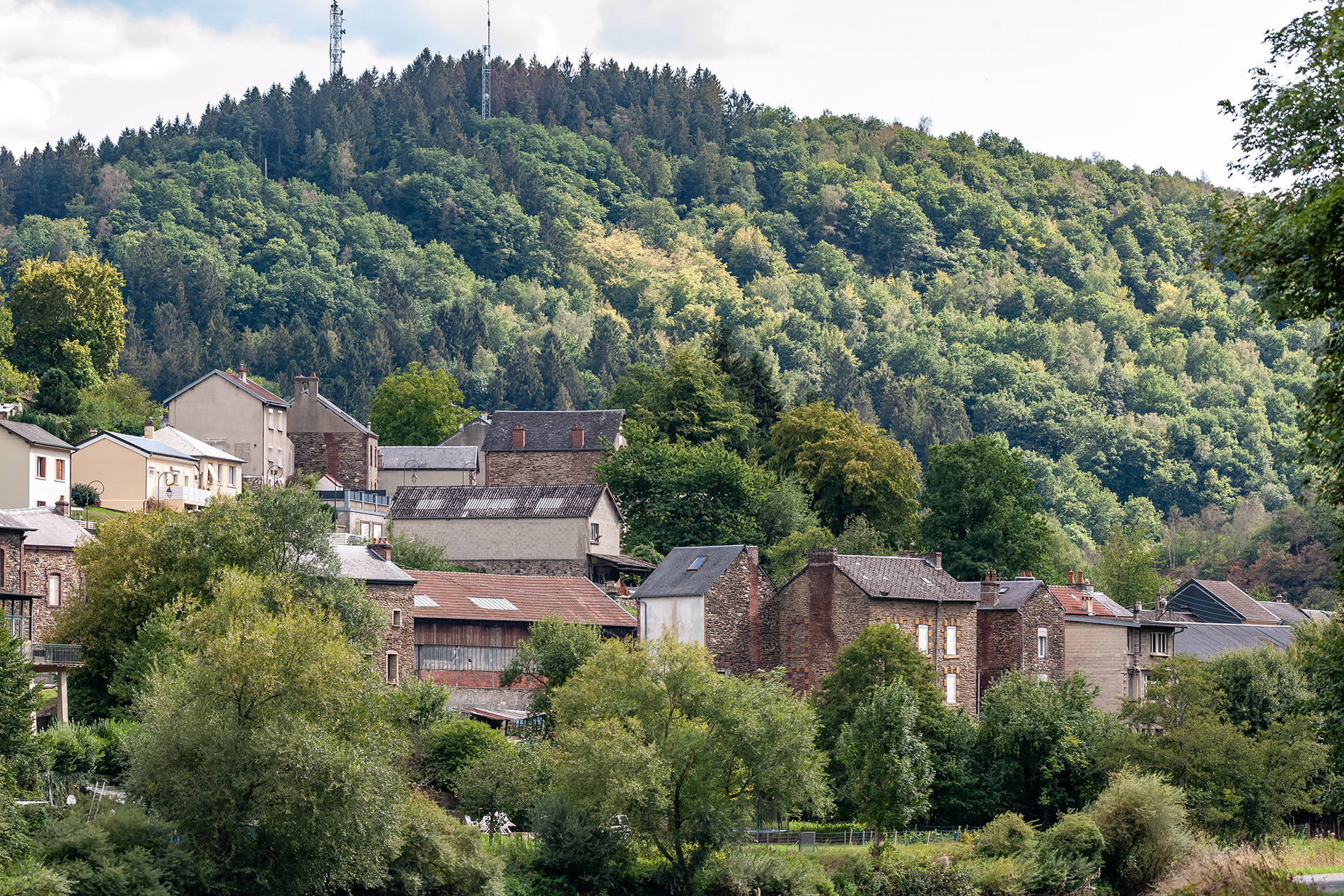
Les sommets ardennais à environ 450 mètres d'altitude autour de Monthermé.

Les étés sont doux et humides, les hivers froids et longs. Le climat est majoritairement influencé par le relief de ce massif. Tout d'abord, les températures de l'Ardenne sont moins élevées que dans les régions environnantes à cause de l'altitude. En montant, l'air se refroidit, ce qui provoque une perte d'environ 0,7 °C tous les 100 m. Lors d'une situation anticyclonique, il arrive que la température soit supérieure à celles se trouvant en plaine.
Outre le relief, le massif forestier contribue également à ce climat tempéré. Cette vaste couverture forestière capte une grande partie du rayonnement solaire, empêchant l'augmentation de la température du sol. L'air s'échauffe moins vite qu'ailleurs. Le phénomène inverse existe aussi : la nuit, les arbres empêchent la radiation nocturne, ce qui entraîne une forte diminution des températures.

### Faune et flore

#### Faune

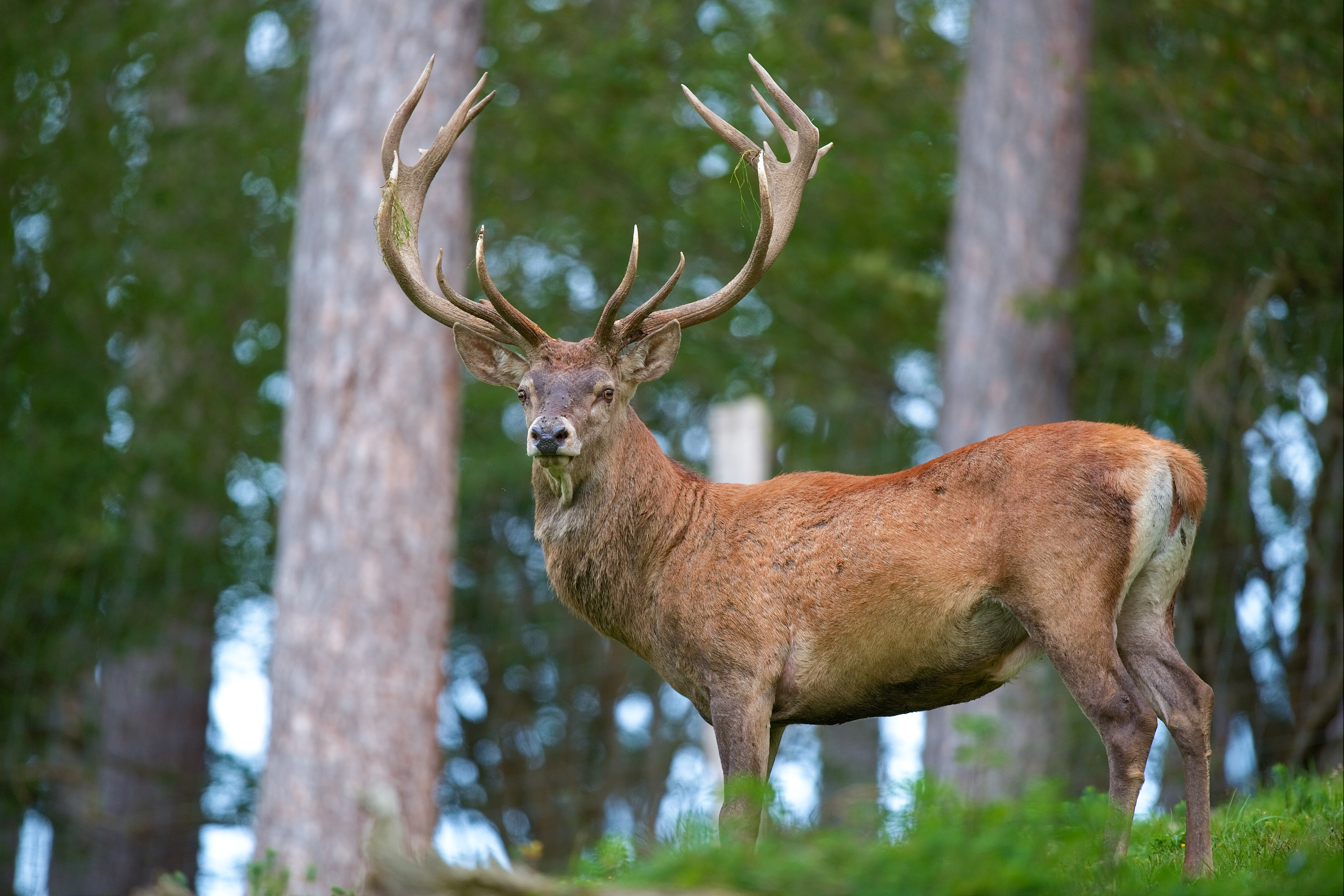
Le plus grand mammifère des Ardennes est le cerf élaphe (Cervus elaphus).

- Le plus grand mammifère des Ardennes est le cerf élaphe (Cervus elaphus).Mammifères : cerfs, biches, chevreuils, sangliers[6],[7].
- Oiseaux : comme les rapaces (faucons, buses, chouettes), mais aussi des espèces comme le martin-pêcheur et le pic noir[7].
- Petits mammifères : blaireaux, renards, écureuils roux, et parfois même des castors près des rivières[7].
- Espèces aquatiques : les rivières et ruisseaux abritent des truites et autres poissons, ainsi que des amphibiens comme les grenouilles[7].

#### Flore
- Forêts profondes : hêtres, chênes et pins dominent les paysages. Les clairières et sous-bois regorge de mousse, fougères et champignons[6],[7].
- Prairies fleuries : on peut y observer des plantes comme les digitales pourpres et les orchidées sauvages[7].
- Lieux humides : tourbières et ruisseaux accueillent des végétaux adaptés comme les sphaignes[7].
- Herbes aromatiques : le thym sauvage et autres plantes aromatiques poussent à l’état naturel.

### Géologie

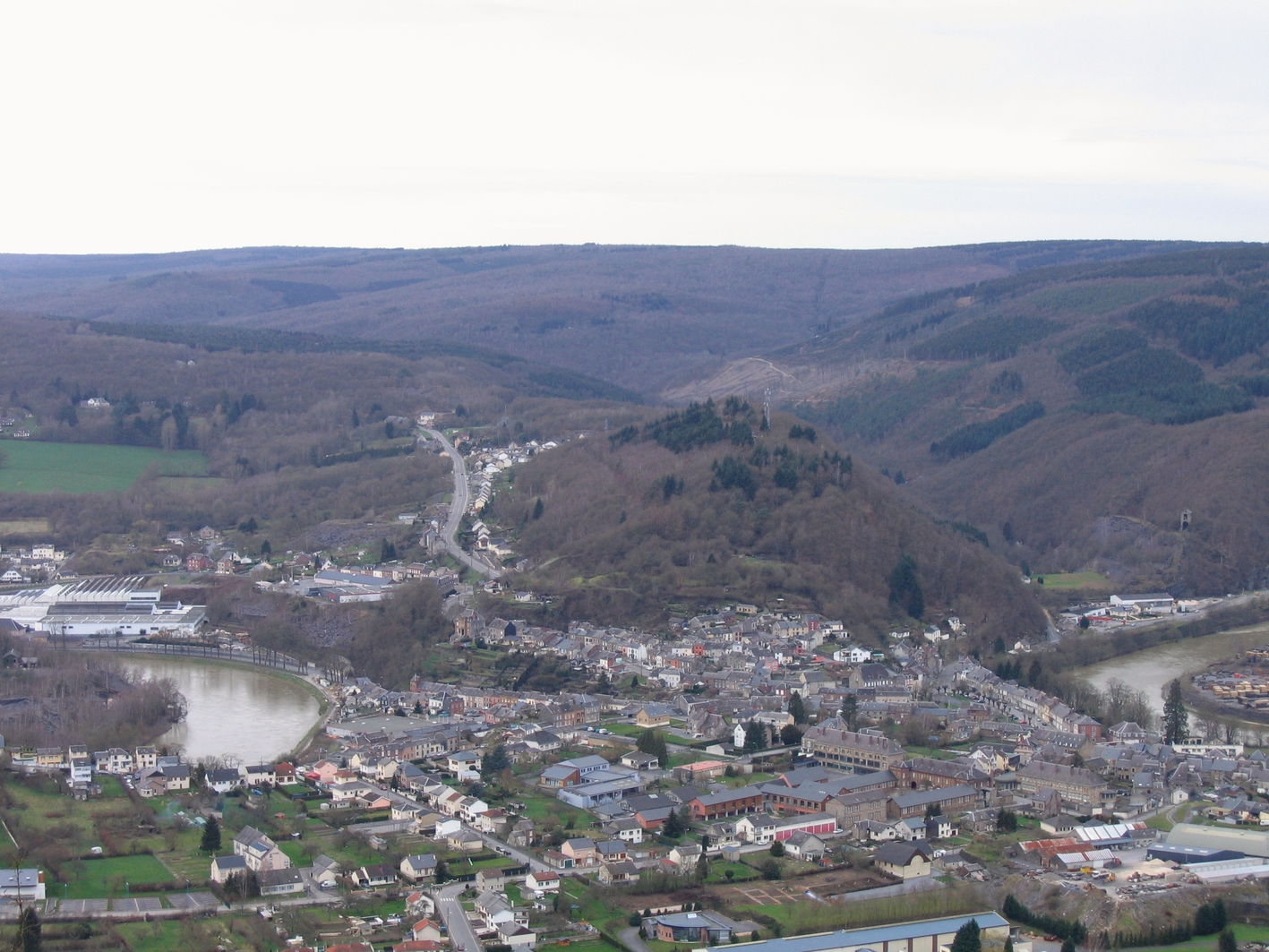
Isthme du méandre formé par la Meuse, à Fumay.

D'un point de vue géologique, l'Ardenne est un massif hercynien, un élément de la chaîne varisque qui se forme du Dévonien au Permien, au cours du cycle varisque sur la base du substrat calédonien. Vers la fin du Dévonien et surtout au Dinantien (calcaire carbonifère), l'Ardenne tend à basculer autour d'un axe transverse méridien avec déclenchement de glissements sédimentaires sous-marins (brèches viséennes). La géologie de ce territoire et des territoires environnants a été très étudiée depuis le XIXe siècle et des lieux ont donné leur nom à des subdivisions de l'échelle des temps géologiques [par exemple le Frasnien (Frasnes-lez-Couvin), le Famennien (Famenne), le Tournaisien (Tournai), le Viséen (Visé), le Dinantien (Dinant) ou encore le Namurien (Namur)], même si certains de ces noms sont désormais obsolètes. La situation de massif hercynien, et les alternances entre période de dépôts sédimentaires et périodes d'érosion, sont à l'origine des différents paysages,,.

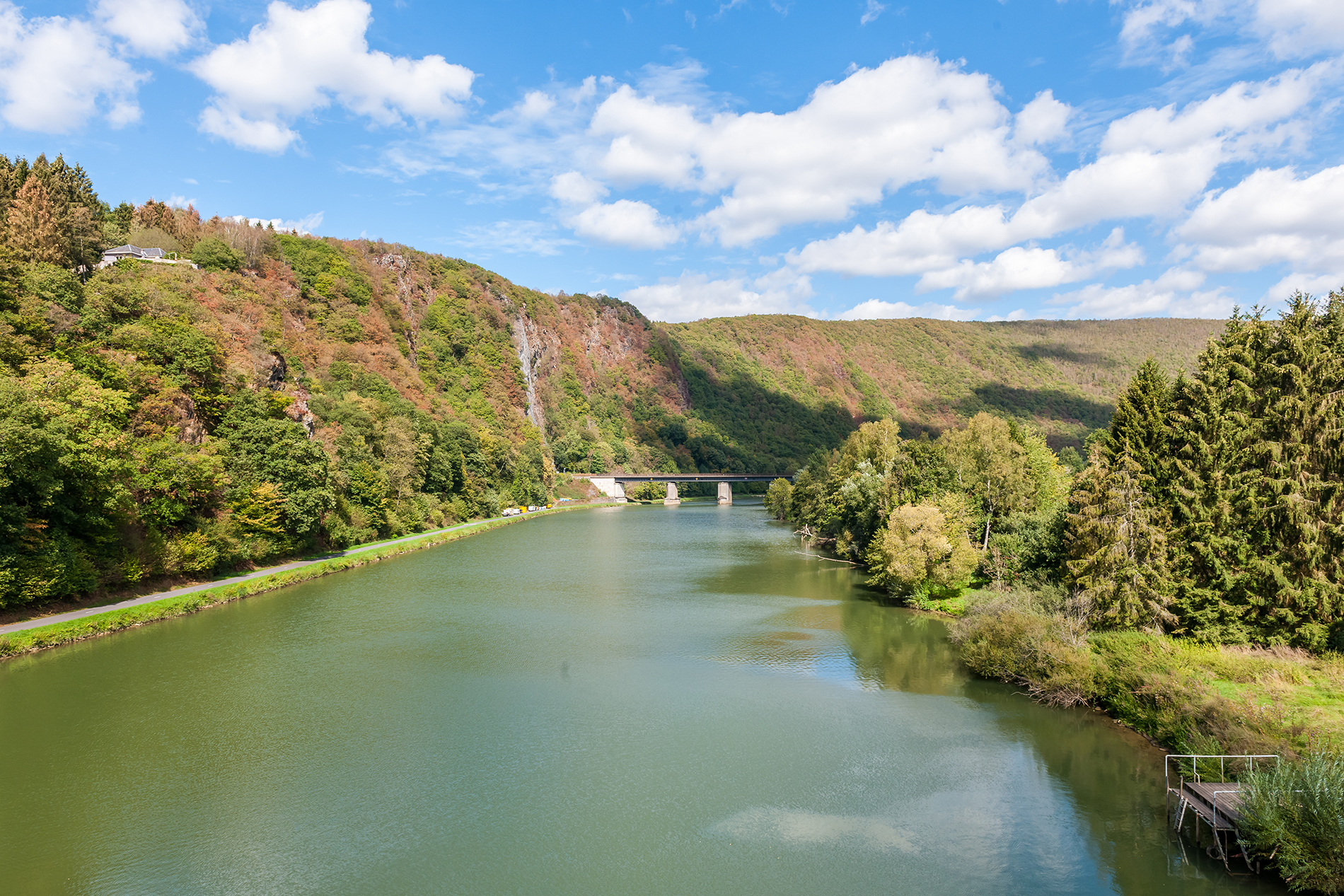
La Meuse dans le Massif ardennais à Laifour - France.

Le sous-sol de l'Ardenne est composé de pierre schisteuse de couleur foncée, cette caractéristique géologique permet de distinguer l’Ardenne proprement dite des régions voisines (la Gaume au sud, le Condroz au nord).

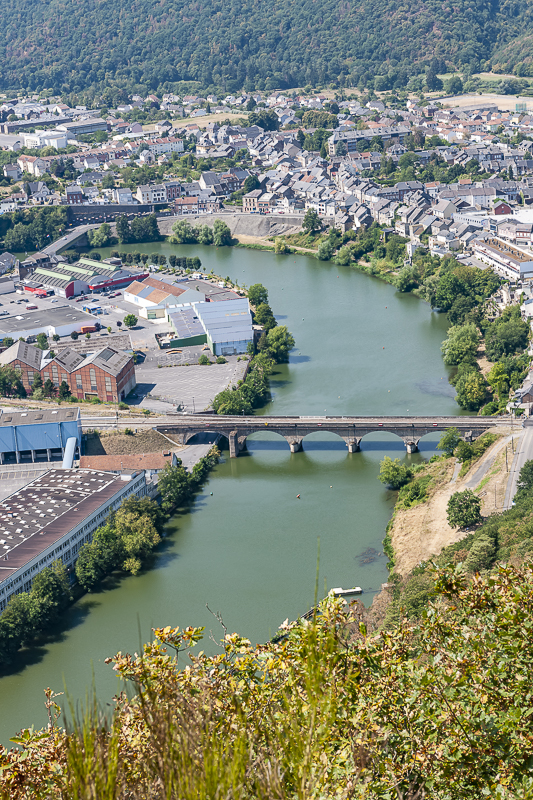
Les méandres de la Meuse coupent la commune de Revin en trois parties.

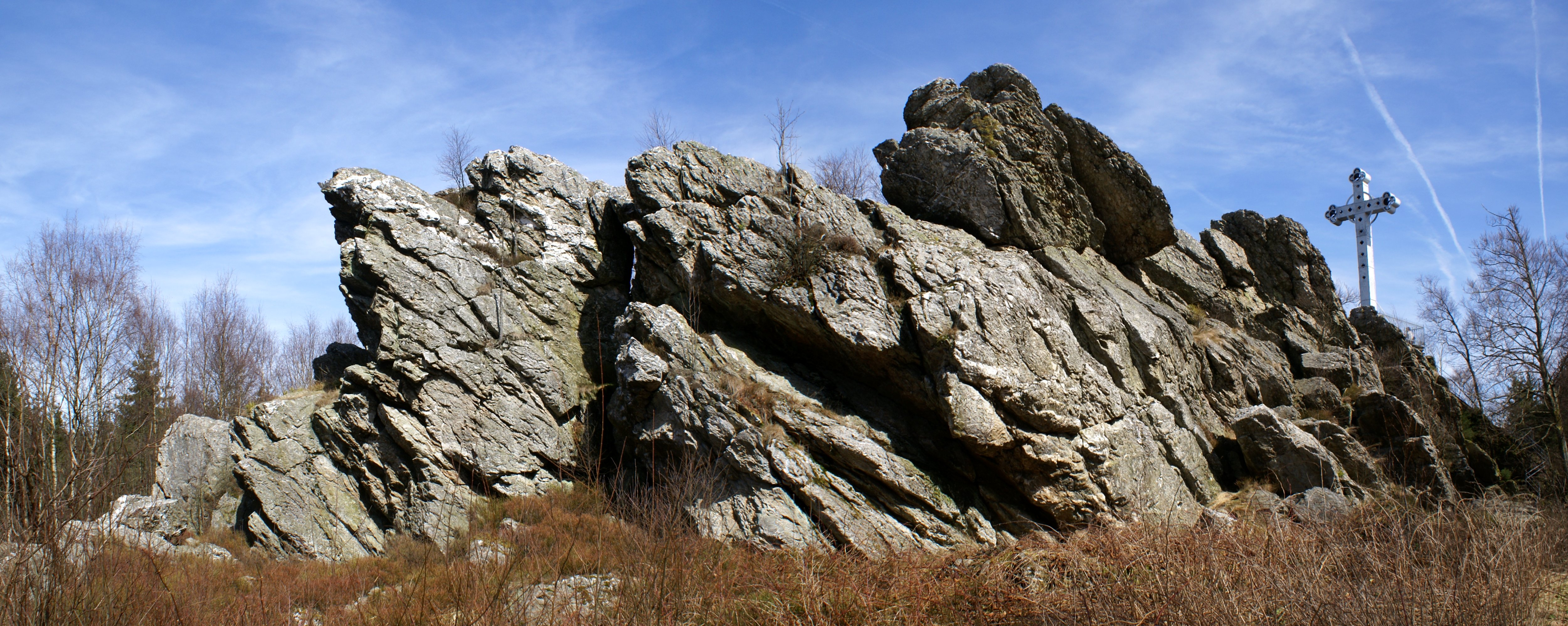
« Kreuz im Venn »/« Roche à la Croix ». Hautes Fagnes.

## Histoire

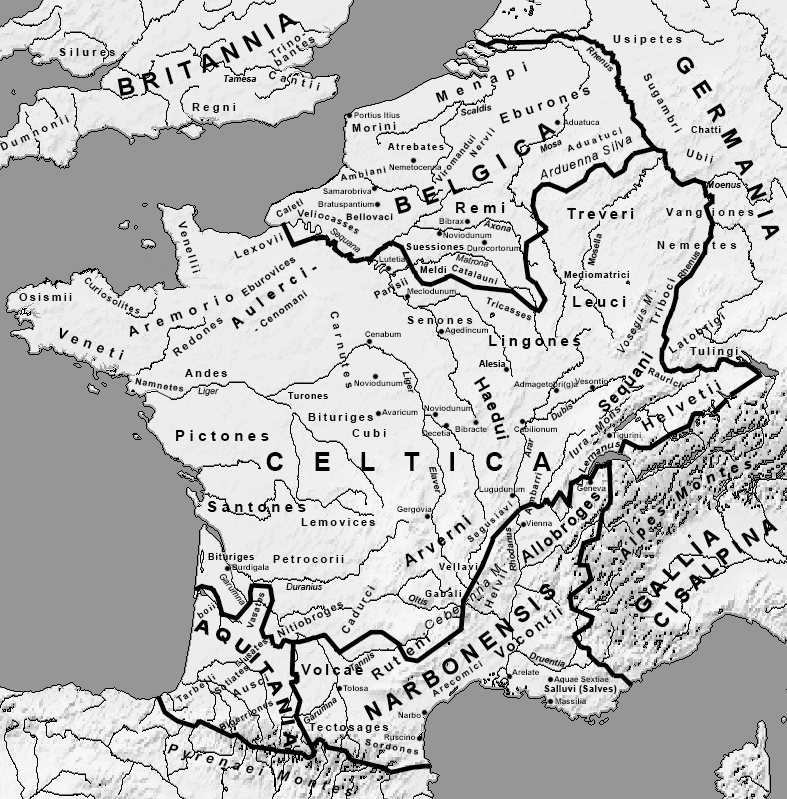
Carte de la Gaule à l’époque de la conquête romaine.

### Âge du fer
Durant le Magdalénien, des groupes humains exploitent le gibier abondant de la région, au moins l'été. Une quinzaine de sites ont été identifiés sur le massif ardennais, presque tous à l'entrée de grottes, dans des parties calcaires, au fond des vallées de la Lesse et de la Meuse, mais aussi au bord du massif schisteux, à Roc la Tour. Les premiers habitants sont appelés par certains auteurs les Ardenniens,. Mais la croissance de la population dans ce territoire y fut lente. En effet, le climat de l’Ardenne est plus froid que celui des régions avoisinantes. Les rivières n’y sont pas navigables, à quelques exceptions, dont la Meuse. Le relief rend les déplacements plus difficiles qu’ailleurs. Les terres agricoles produisent peu et, de plus, le territoire est parsemé de landes appelées fagnes où rien ne pousse hormis la sphaigne., les premiers habitants de la contrée subissent des vagues d'envahisseurs venus de l'Est, en particulier des Celtes. Le centre des hauts plateaux schisteux de l’Ardenne est plus densément occupé vers 480/470 avant notre ère par ces Celtes.
Les tribus principales Celtes étaient les Rèmes, les Trévires, les Nerviens et les Aduatuques, mais aussi, au cœur de la région, les Éburons, les Condruses, les Caeroesi, les Pémanes et les Sègnes. Des traces d'occupations permanentes de lieux sont attestées pendant cet âge de fer, notamment par des vestiges funéraires. Les premières citations latines de cette Arduenna silva se retrouvent dans le récit de la guerre des Gaules (De bello gallico) de Jules César. César qui y a passé peu de temps, y décrit la forêt ardennaise comme ayant une longueur de 500 miles romains (environ 700 km), traversant le pays des Trévires et s'étendant depuis les rives du Rhin jusqu’au pays des Nerviens et des Rèmes (rive gauche de la Meuse). Le géographe grec Strabon cite également la forêt d'Ardenne.

### Période Gallo-romaine
Lors de la conquête romaine, le chef Ambiorix finit par se réfugier dans la forêt d'Ardenne et n'est jamais capturé. Vers 10 av. J.-C. Au Ier siècle, c'est la fondation d'Arlon, vicus de la Cité des Trévires. Des villas gallo-romaines sont édifiées à travers le pays, notamment à Malagne. En 89, la province de Germanie inférieure est formée, comprenant la Civitas Tungrorum qui auparavant faisait partie de la Gaule belgique. Cette province fait partie du diocèse des Gaules lui-même faisant partie de la préfecture des Gaules. Au IVe siècle, création du diocèse de Tongres sur la base de la Civitas Tungrorum. La voie des Ardennes, appelée en wallon Ågn'neûse võye, correspond probablement à l'axe qui s'étendait d'Atuatuca Tungrorum, chef-lieu de la Civitas Tungrorum, actuellement Tongres dans la province de Limbourg (Belgique), à Augusta Treverorum (Civitas du peuple des Trévires), actuellement Trèves (Allemagne). L'Ardenne est aussi traversée du sud au nord par la chaussée romaine de Metz à Tongres.

### Moyen Âge

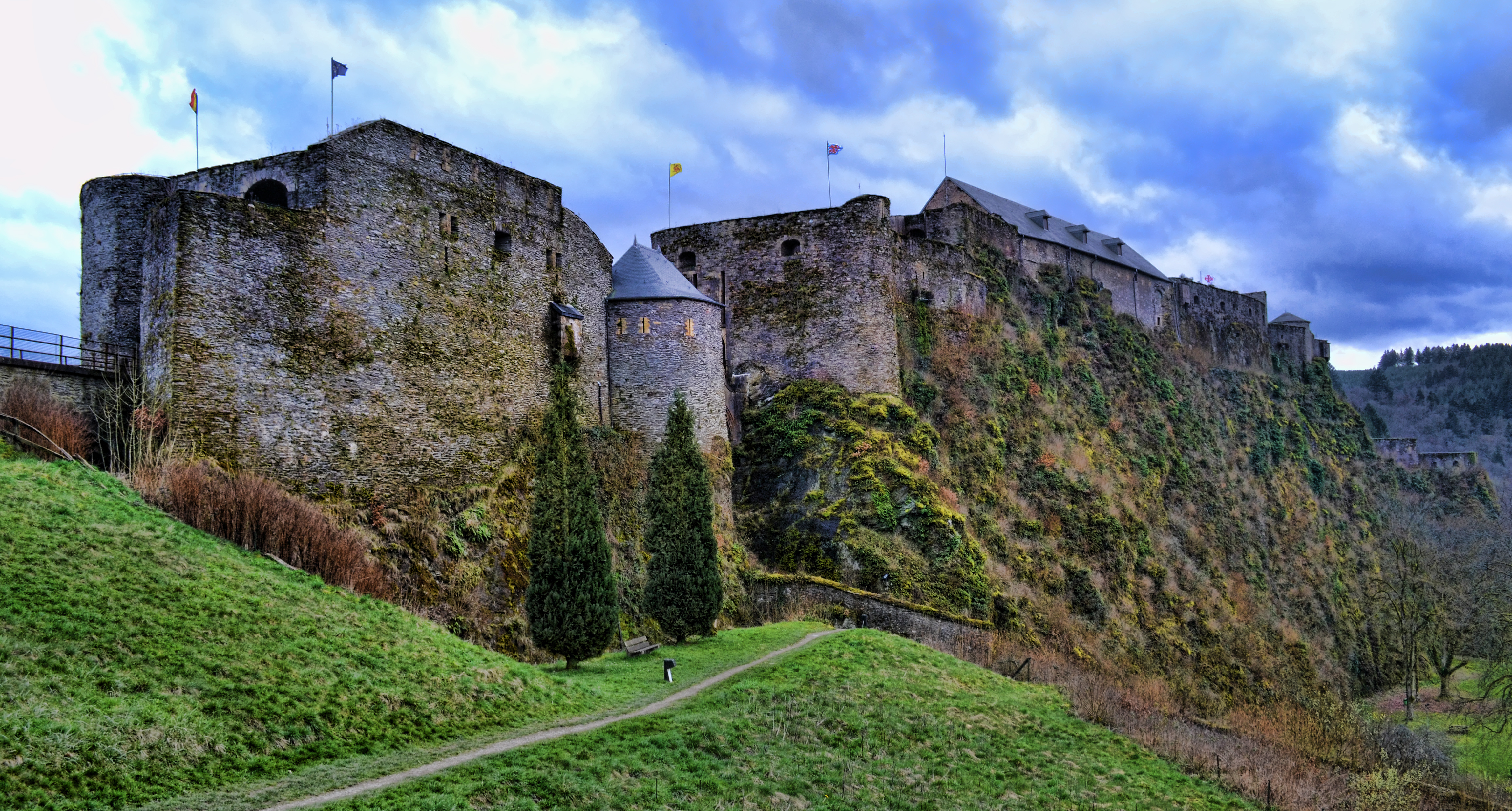
Le château de Bouillon mentionné pour la première fois en 988 est vendu en 1082 par Godefroid de Bouillon à Otbert, évêque de Liège, pour financer la première croisade.

L'évêque de Tongres Lambert de Maastricht (né vers 636 et mort vers 705) finit l'œuvre d'évangélisation de l'Ardenne. Avant l'an 700, un groupe de clercs réguliers s’établit à Ambra (Andain ou Andage) et fondent l'abbaye de Saint-Hubert. Cette abbaye de Saint-Hubert comme celle de Stavelot deviennent des centres culturels importants.
Trois évêchés se partageant l'Ardenne, Liège (siège épiscopal ayant succédé à Tongres), Trèves et Reims. Les carolingiens font de la forêt d'Ardenne un territoire de chasse de prédilection. Cette forêt d'Ardenne couvre alors une vaste étendue de territoire depuis la Vesdre au nord jusqu'à la Meuse à l'ouest, la Chiers et la Moselle, ou tout au moins l'Alzette et la Sûre au sud. Le pagus Ardennensis englobe primitivement tout ce territoire, c'est-à-dire l'Ardenne proprement dite, ainsi que le Condroz, la Famenne, une partie du Luihgau, de la Woëvre et peut-être de l'Eifelgau.
Mais l'insécurité de l'époque fait émerger progressivement des structures féodales. Dès 839, un comté d'étendue beaucoup plus restreinte est créé. Vers le sud, il ne dépasse pas les limites du diocèse de Liège : c'est le comté d'Ardenne, qui se divise rapidement. Quelques grands domaines féodaux s'imposent toutefois dans la durée, comme le duché du Luxembourg, la principauté de Liège et celle de Stavelot, et le comté de Rethel. En 1082, le château de Bouillon est hérité par Godefroy de Bouillon, duc de Lothier, qui le vend au prince-évêque de Liège pour financer sa participation dans la première croisade. La seigneurie de Bouillon va être élevé au XVe siècle en duché de Bouillon. Ce duché fait partie du Saint-Empire romain germanique, mais devient la propriété de la même famille, la Maison de La Marck, qui possède la seigneurie de Sedan, placée, elle, sous la protection du roi de France, et qui deviendra aussi une principauté.

### Époque moderne
Pendant les guerres de Religion, de nombreux protestants sont accueillis dans la Principauté de Sedan, intellectuels, avocats, artisans, ils sont la source de la prospérité de cette ville. L'académie de Sedan attire professeurs et élèves. Mais la principauté de Sedan est annexée par le roi de France en 1642, à la suite des conspirations du prince de Sedan.
Avant le XVIIIe siècle, la forêt était déjà très exploitée, en raison notamment des modes de construction, de pratiques liées à l'affouage, à l'essartage, au panage et au pâturage, ainsi que de la fabrication du charbon de bois utile au fonctionnement des nombreuses forges qui conféraient à l’Ardenne une vocation sidérurgique : au XIXe siècle cette région était en effet l’une des premières d'Europe pour la métallurgie grâce à cette source d’énergie. C’est à cette époque qu'à la faveur du développement industriel de la région mosane, que l’Ardenne sort de son isolement. On y construit alors à grands frais des voies ferrées et des routes, mais les rivières ardennaises restent sauvages et l’industrie lourde ne peut s’établir qu'aux frontières Nord et Sud de l'Ardenne. L’industrie modifie cependant les paysages, puisque c’est aussi au XIXe siècle, pendant l'essor industriel, que l’on introduit les plantations massives d’épicéas, une espèce de conifère originaire des pays nordiques qui s’adapte à merveille aux landes fagnardes, ce sont surtout ces terres peu fertiles qui furent enrésinées. Ces essences servaient surtout au boisage des galeries de mines.

### Les conflits de la fin duXIXesiècleet duXXesiècle
La Guerre franco-allemande de 1870 touche durement la partie française de l'Ardenne, notamment Sedan, mais ne concerne pas les parties belges ou luxembourgeoises.
Par contre, la Première Guerre mondiale touche toute l'Ardenne. C'est le territoire des premiers combats (notamment de la Bataille des Frontières, avec des impacts pour les populations civiles). Puis l'Ardenne est occupée pendant une grande partie du conflit par les forces allemandes. Les populations manquent de ravitaillement et souffrent d'exactions.
La Seconde Guerre mondiale s'ouvre en 1940 sur la Campagne des chasseurs ardennais, et la Traversée des Ardennes, avec l'engagement des forces belges telles que les chasseurs ardennais à Bodange, Martelange, Léglise, Witry, Chabrehez et Bastogne. Puis elle continue dans la partie française de l'Ardenne, les jours suivants, par la Percée de Sedan.
Un épisode important de la fin de la Seconde Guerre mondiale concerne aussi l'Ardenne. La bataille des Ardennes est l'appellation donnée à l'ensemble des opérations militaires qui se sont déroulées dans cette région de Belgique et dans le nord du Grand-Duché de Luxembourg pendant l'hiver 1944-1945. La bataille commence le 16 décembre 1944 par une attaque surprise allemande à laquelle on a donné le nom d'« offensive von Rundstedt ». Les Allemands l'appellent « opération Wacht am Rhein » et les Anglo-Américains l'appellent « Battle of the Bulge » (« Bataille du Saillant ») vu la forme de coin que la ligne de front avait prise lorsque la pénétration allemande fut arrêtée. La bataille des Ardennes se termine fin janvier 1945 après le refoulement des Allemands au-delà de leur ligne de départ.

### XXIesiècle

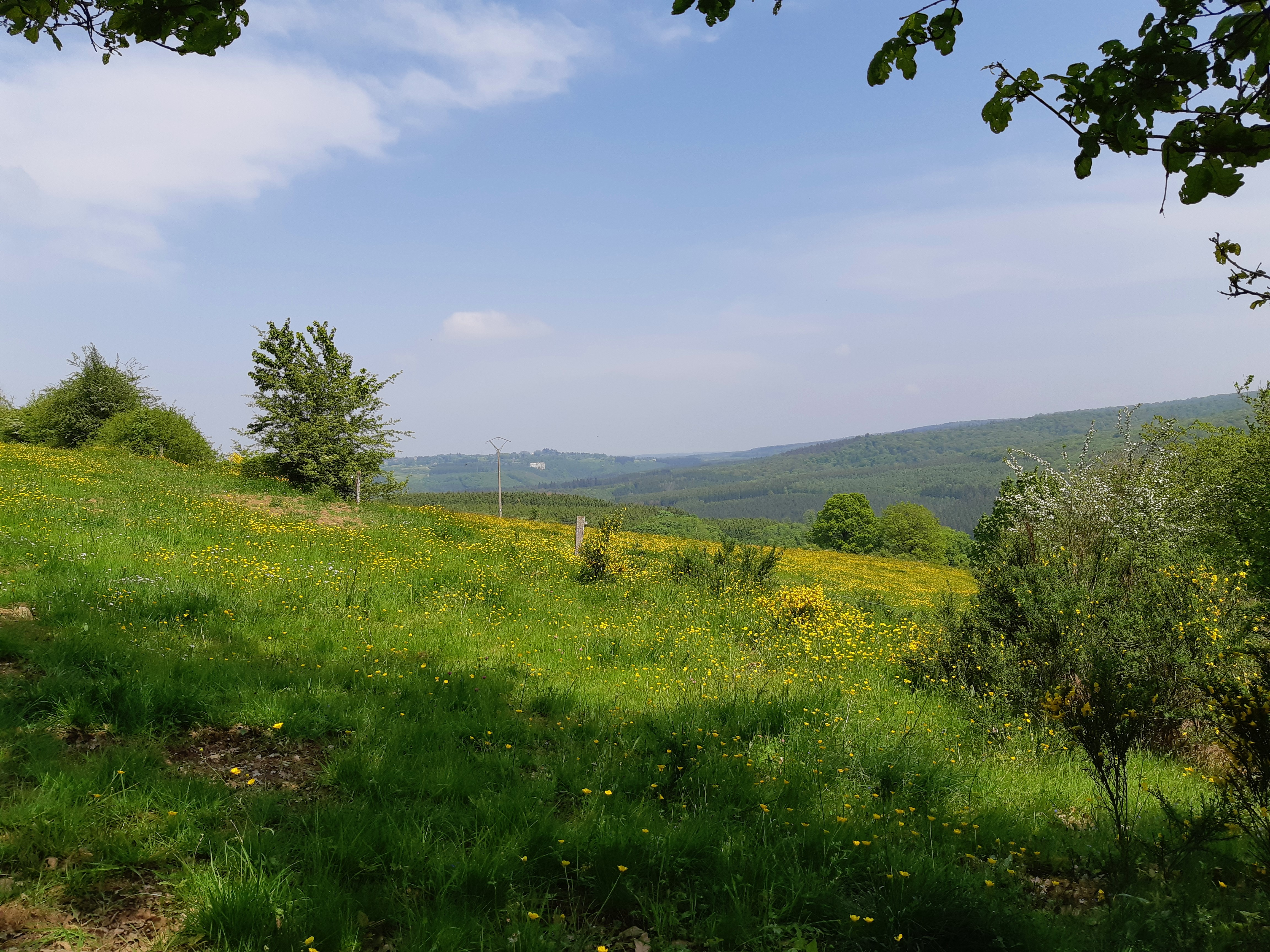
L'Ardenne près de Mormont (Nassogne) au printemps.

Au XXIe siècle, l’Ardenne est un réservoir d’espaces verts et sa première ressource économique est le tourisme.

## Communes
Le territoire des communes suivantes se trouve entièrement ou partiellement en Ardenne.

### Belgique

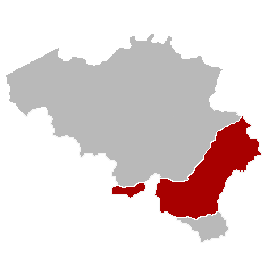
Localisation de l’Ardenne belge.

| Province de Liège | Province de Luxembourg | Province de Namur                                                                    | Province de Hainaut    |
| --- | --- | ------------------------------------------------------------------------------------ | ---------------------- |
| - Amblève (Amel). - Aywaille. - Baelen - Bullange (Büllingen). - Burg-Reuland. - Butgenbach (Bütgenbach). - Eupen. - Ferrières. - Jalhay. - Lierneux. - Limbourg. - Malmedy. - Saint-Vith (Sankt-Vith). - Spa. - Sprimont. - Stavelot. - Stoumont. - Theux. - Trois-Ponts. - Verviers. - Waimes. | - Bastogne. - Bertrix. - Bouillon. - Daverdisse. - Durbuy. - Érezée. - Fauvillers. - Gouvy. - Habay, en partie. - Herbeumont. - Hotton. - Houffalize. - La Roche-en-Ardenne. - Léglise. - Libramont-Chevigny. - Libin. - Manhay. - Marche-en-Famenne, en partie. - Martelange. - Nassogne. - Neufchâteau. - Paliseul. - Rendeux. - Sainte-Ode. - Saint-Hubert. - Tellin. - Tenneville. - Vielsalm. - Vaux-sur-Sûre. | - Bièvre (Belgique). - Couvin. - Gedinne. - Viroinval. - Vresse-sur-Semois. - Yvoir. | - Chimay. - Momignies. |

### France

Localisation du département des Ardennes.

Liste non-exhaustive.
- Bogny-sur-Meuse.
- Bosseval-et-Briancourt.
- Charleville-Mézières.
- Fumay.
- Gespunsart.
- Givet.
- Hargnies.
- Haybes.
- Illy.
- La Chapelle.
- Laifour.
- Les Hautes-Rivières.
- Monthermé.
- Neufmanil.
- Revin.
- Rimogne.
- Rocroi.
- Rethel.
- Saint-Menges.
- Sedan.
- Nouzonville.
- Vouziers.

### Luxembourg

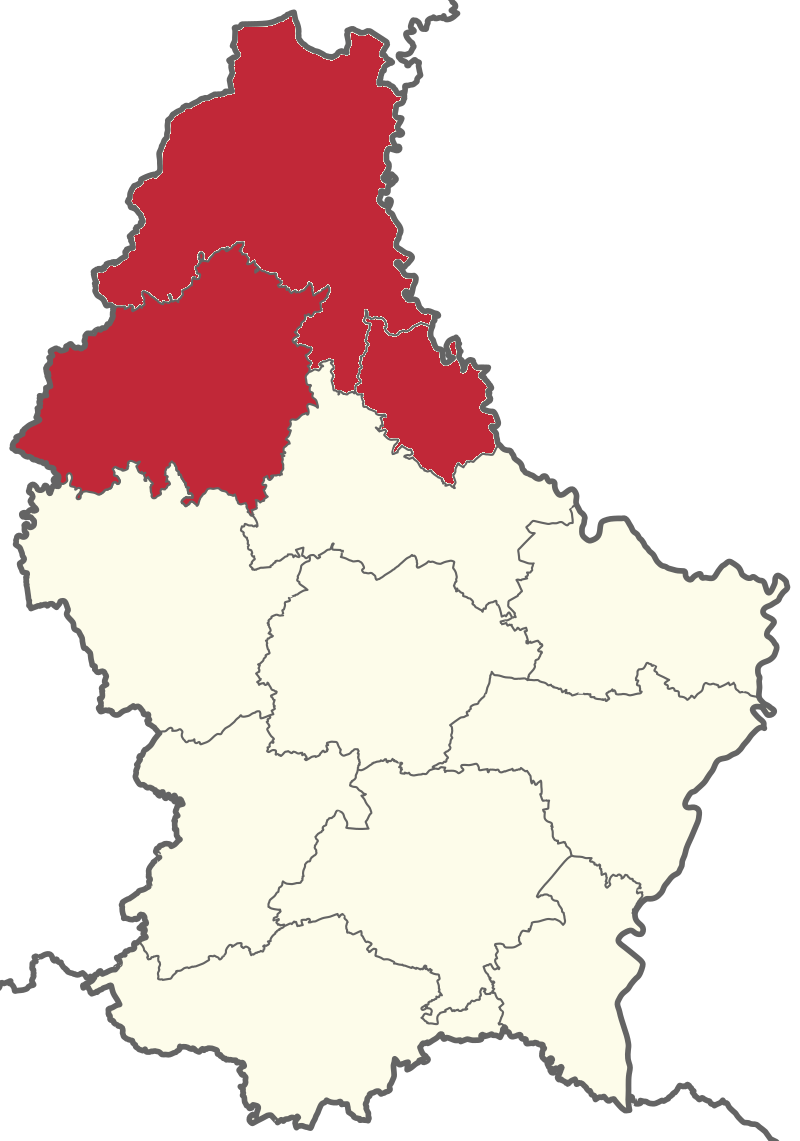
Localisation de l'Ardenne luxembourgeoise.

- Boulaide.
- Clervaux.
- Esch-sur-Sûre.
- Goesdorf.
- Kiischpelt.
- Lac de la Haute-Sûre.
- Parc Hosingen.
- Putscheid.
- Tandel.
- Troisvierges.
- Vianden.
- Weiswampach.
- Wiltz.
- Wincrange.
- Winseler.

## Gastronomie
- Jambon d'Ardenne.
- Jambon sec des Ardennes.
- Saucisson d'Ardenne.
- Salade au lard .
- Cacasse à cul nu.